# バス停留所
バス停留所（バスていりゅうじょ、バスていりゅうしょ、英:Bus stop）は、路線バスや高速バスにおいて旅客が乗降できる地点（停留所）である。日本においてはバス停（バスてい）と略称され、法令・行政用語としては乗合自動車停留所と表現されることもある。
バス停留所は公道上に多くあるほか、バス乗客の目的地となる鉄道駅や空港・飛行場といった交通結節点、自治体の役場など官公庁、大規模な医療機関、商業・観光施設の敷地内や近くにも置かれる。
時刻表付き標識が立てられているだけの簡素なバス停もあれば、屋根や椅子・ベンチ、これらに壁を加えた待合所を備えたバス停もある。バス停留所のうちバスの始発・終着地を施設化したものはバスターミナルと呼ばれる。バス事業者の営業所や車庫に、始発・終着バス停が併設されていることも多い。
また、日本の高速道路上にあるバス停留所と付随する施設については、「バスストップ」と呼ばれることがある。この点については、後節を参照。
なお、運行する路線において停留所以外の任意の場所で乗降できる制度をフリー乗降制と呼ぶ。

## 概要
路線を定めて運行を行う乗合バス（路線バス）では、始発地点と終着地点及び区間途中に旅客が乗降する地点を定め、標識を立てるなどしてバス停留所であることを示す。フリー乗降制を除いて基本的に、停留所においてのみ乗降の取扱を行う（急行バスなど、バス停が設定されていても利用できない便も一部にある）。原則として、区間中の停留所は乗降車ともに可能だが、場所により乗車専用や降車専用のバス停もある（「クローズドドアシステム」も参照）。
バス停留所の標識の多くは「標識版（標示柱、標柱、ポール）」と呼ばれ、停留所の名称、時刻表や路線図などが印字あるいは掲示されている。バスターミナルを除く多くのバス停は、屋根やベンチ、待合所があっても、鉄道駅などに比べ、設備は簡素である。標識のみのバス停では、利用者が屋外で立ったままバスを待つことになる。このため群馬県は、バス停100メートル圏内でバス利用者の待合所としてスペースを提供してくれる店舗や企業を「バスまち協力施設」として登録している。利用者の自宅などとの往来に自転車駐輪場やパークアンドライド用駐車場を併設しているバス停もある。
国・地域や事業者にもよるが、停留所の名称が付されている場合とそうでない場合がある。
一つのバス停留所には、上り方面と下り方面の2つの乗降場が、道路を挟んで向かい合わせに設けられるものが一般的で、方向毎の外側車線に乗降場があることが多い。このとき、一つの停留所に複数の路線や異なる事業者のバスが停留する場合、路線別、事業者別に独立した標識を立てる場合と、複数の路線、事業者をまとめた標識を立て、時に数字等で乗降場を区別する場合があり、後者の場合はバスターミナルなどで用いられることが多い。路線が分岐する地点などにおいては、路線の方向毎に異なる道路上に乗降場を設けることがある。また、分岐点ではないバス停留所においても、同名の停留所であっても路線や事業者によって乗降場が異なる場合や、一方で同じ乗降場であるにも関わらず路線や事業者によって停留所名が異なる場合もある。他に、一方通行道路を経由する場合や、環状運転になるような場合、および用地が確保不可能である場合などには、乗降場が片方向のみ設置される場合がある。また、諸般の事情（交差点の形状、道路に接する住宅・商店などの状況など）により千鳥状に乗降場が設けられる場合もある。場所によっては、乗降客の少ないバス停留所は標識をどちらか1本のみ立て、上下兼用とする場合もある。この時、標識が設けられていない方向のバスを利用したい場合は、標識の真向かいに立っているとバスが停車する。

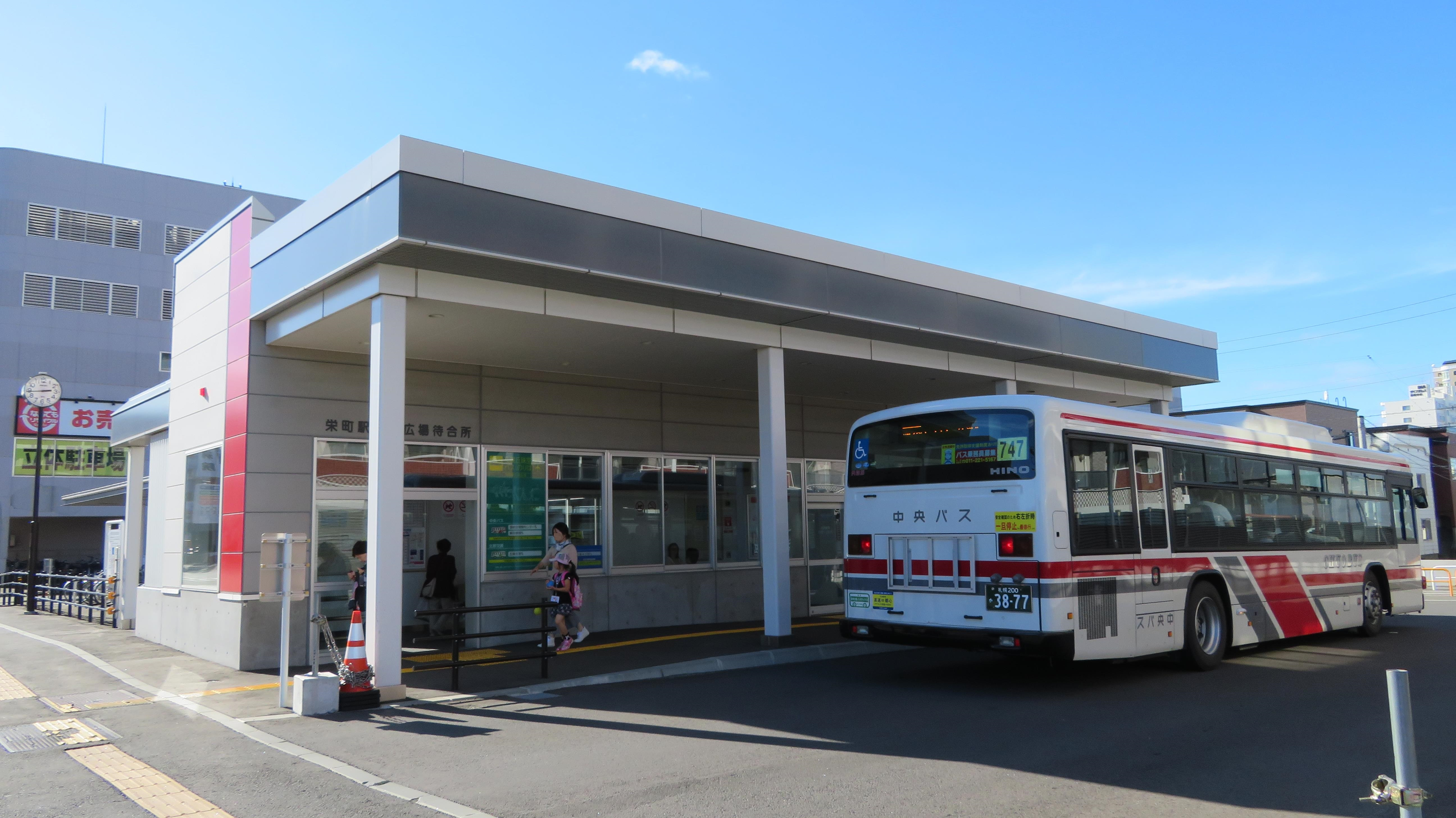
北海道札幌市東区の栄町交通広場。駐輪場と待合所が整備されている。
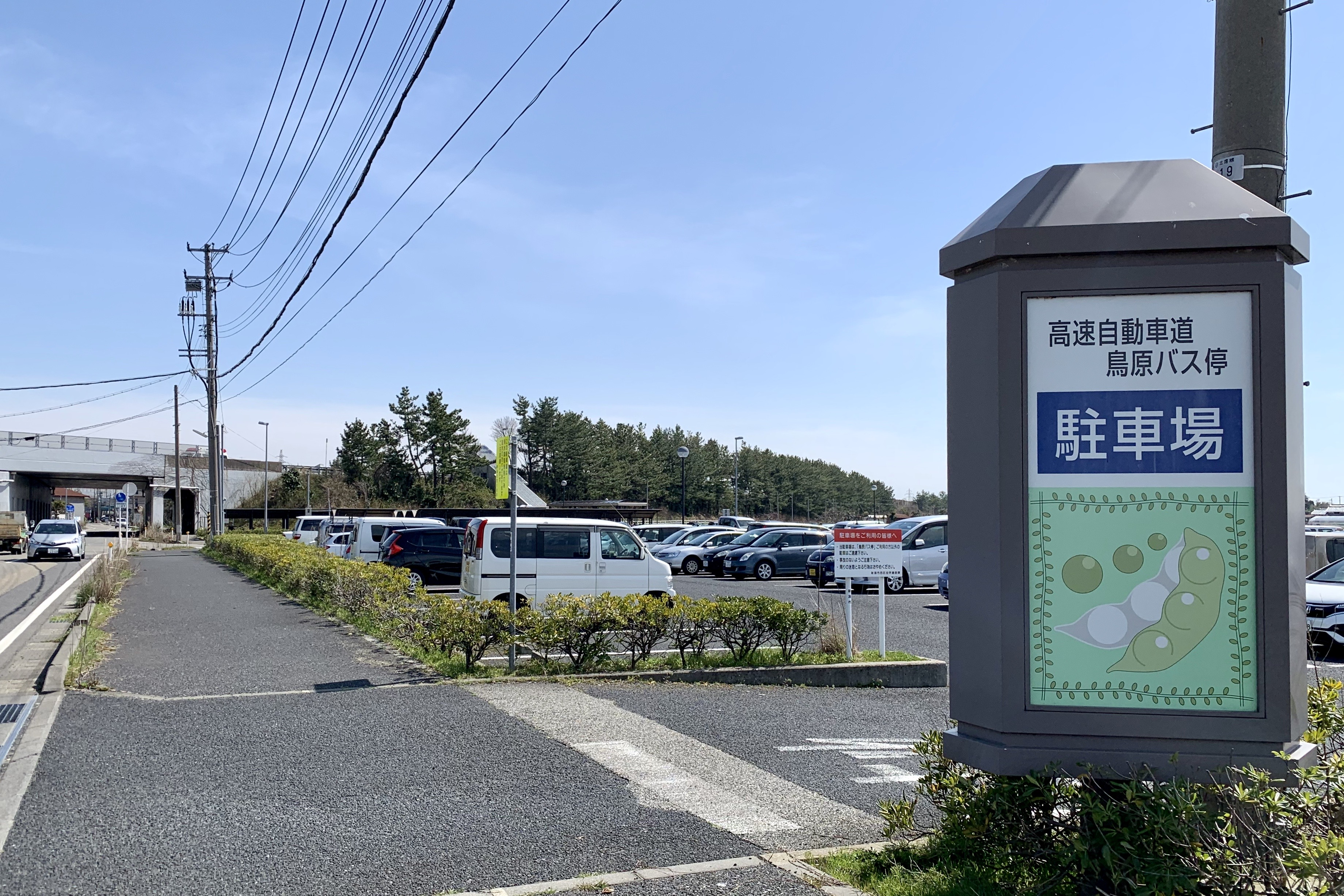
バス停の脇に併設されたパークアンドライド用駐車場。
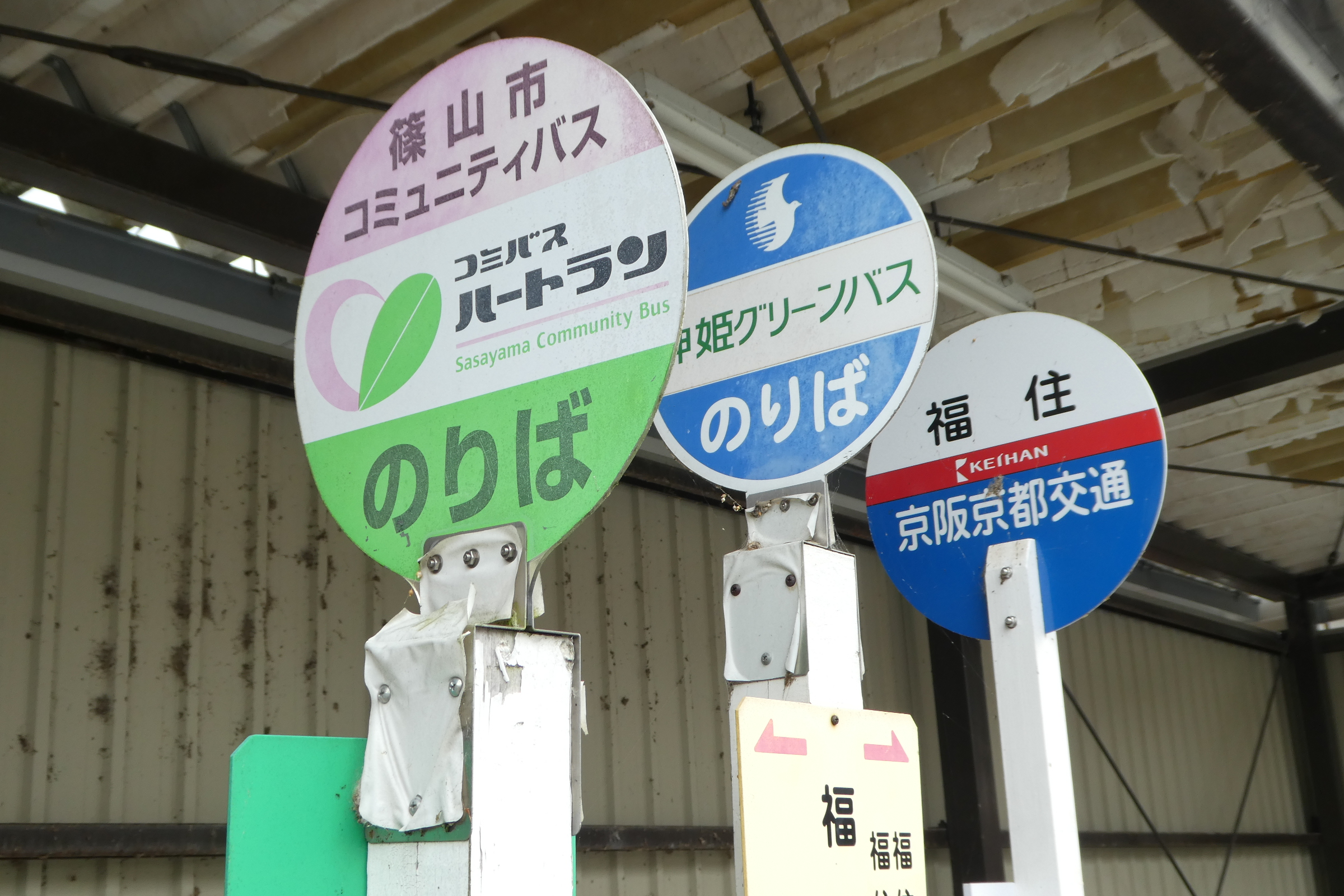
1つの乗降場で事業者毎に標識を立てる事例。
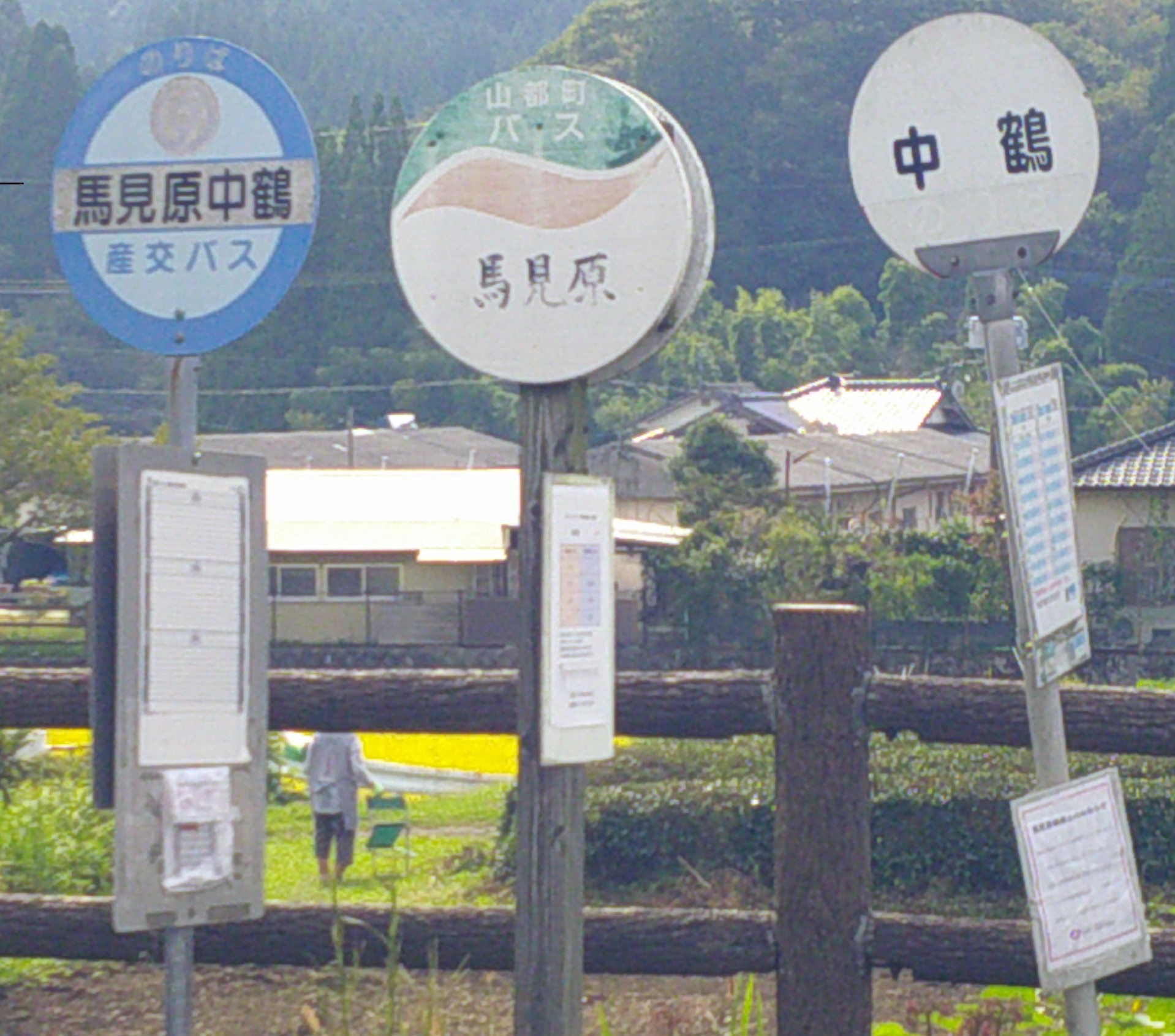
熊本県山都町馬見原（国道218号沿い）のバス停、3つとも違う名称になっている[3]。

狭い範囲に点在しているバス停留所を一か所に集約してバスターミナルを設置する場合もある（例：バスタ新宿）。

### 法令
道路運送法第15条の3（運行計画）および第16条（事業計画等に定める業務の確保）により、上記の制度を導入していない事業者がバス停以外の場所で乗客を乗降させることは認められておらず、違反した場合その事業者の全ての車両が使用停止処分となる。また無許可でバス停の位置を変えることも同様に処罰の対象となる。

## 設置箇所

### 一般道路など
一般道路においては、それを示す標識板（標示柱）が道路上に存在し、時刻表や路線図が掲示されている。形状は歩道または路肩に標識版を設置するだけのものが一般的だが、屋根や待合室などの施設を設置しているものや、屋根とベンチを備えたものはバスシェルターともいい、この中には壁面を持つものもある。

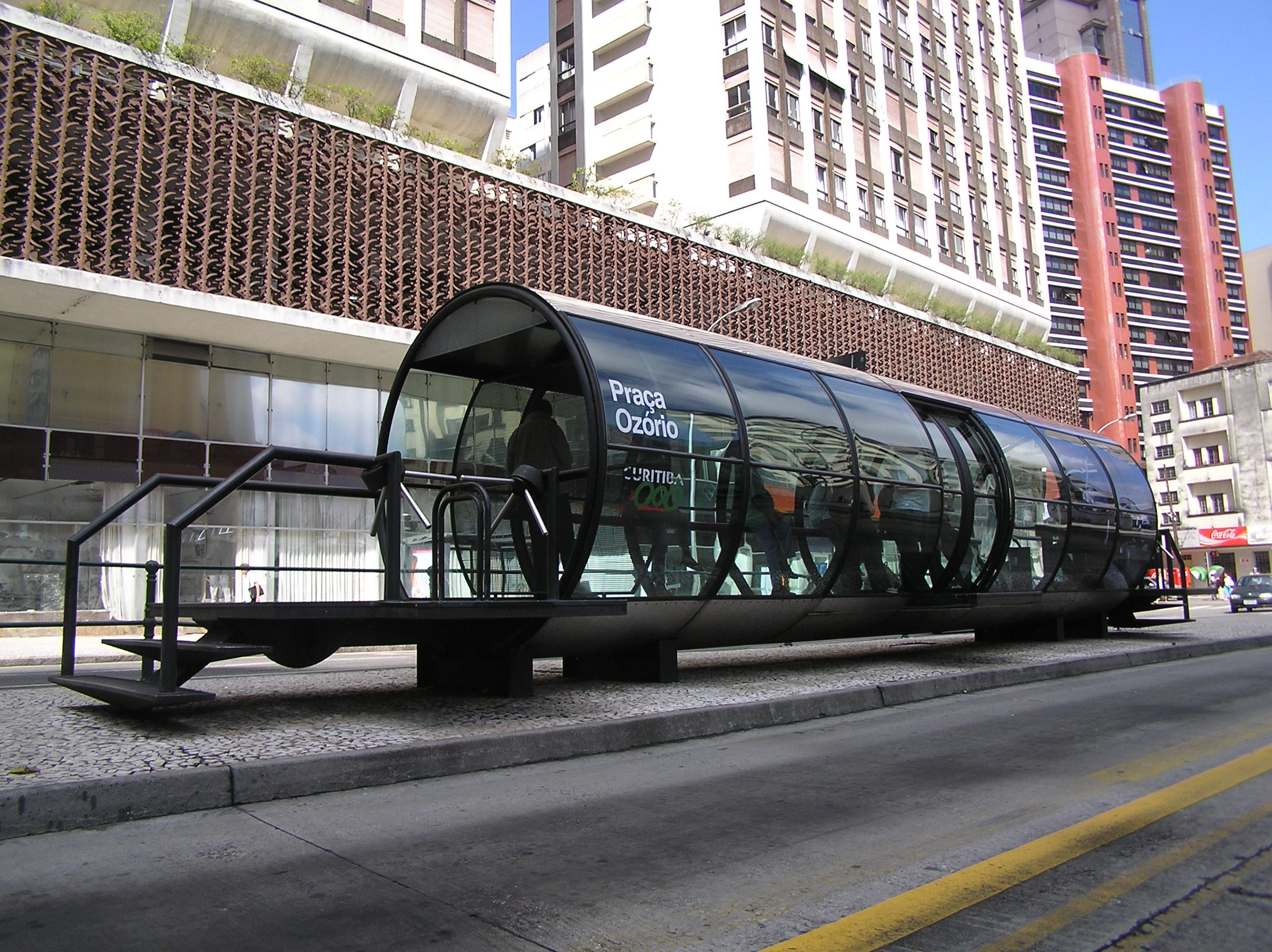
ブラジルのクリチバにあるRITシステムのバスシェルター。
"tubo"（tube）の名で知られている。

このほか、医療機関や鉄道駅、大型ショッピングセンター、官公署など公共施設（市町村役場・運動公園・文化ホールなど）では広い施設敷地内にバス停を設置し、路線バスがそこまで乗り入れる場合もある。自治体など、地域が関与する割合の高いコミュニティバスにおいて特に顕著に見られる。

### バスターミナル

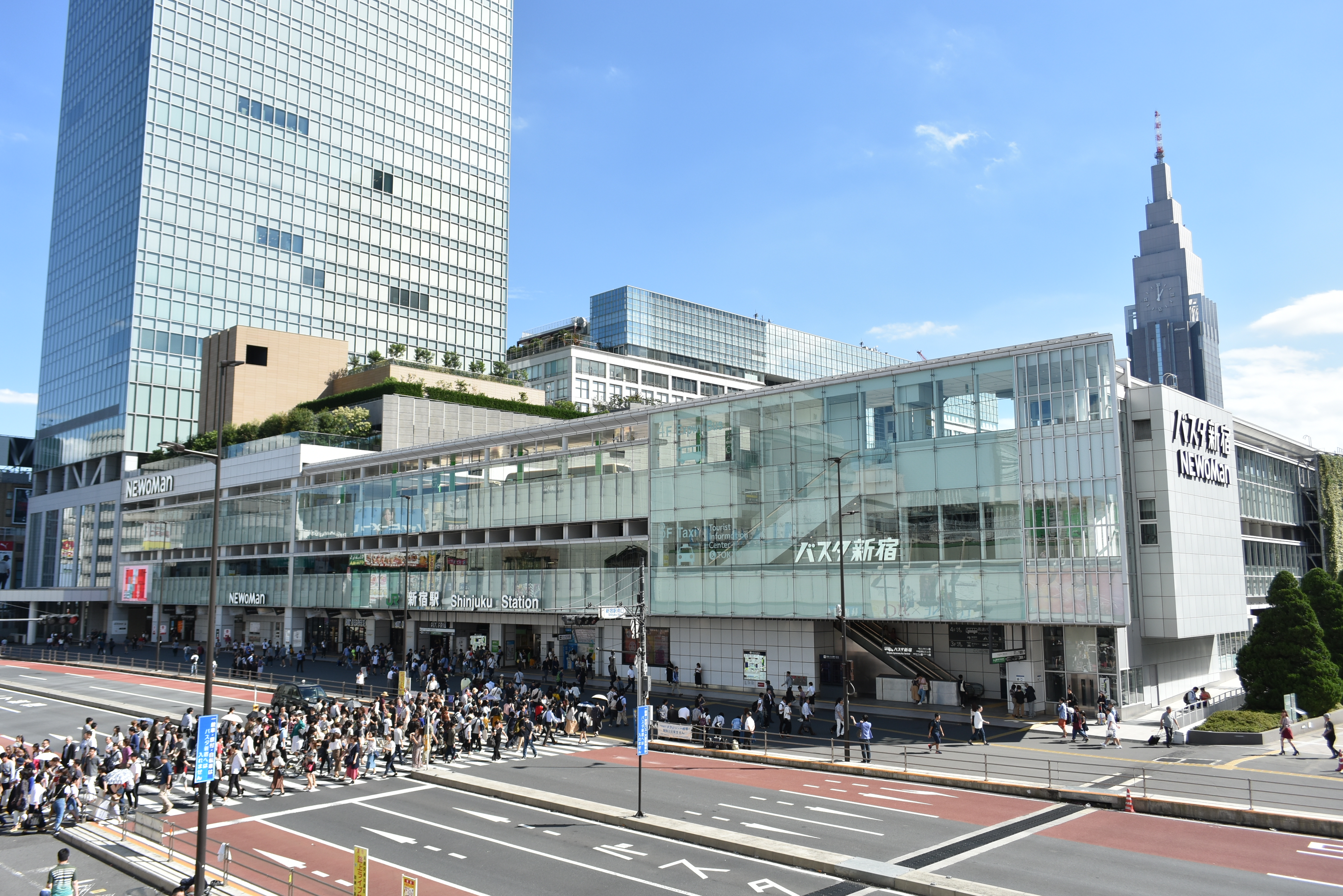
新宿南口交通ターミナル
通称「バスタ新宿」

バス停留所のうち、複数のバス路線の発着点に設置される施設をバスターミナルという。日本では自動車ターミナル法によって、「乗り合いバス車両を2両以上停留させることを目的とし、道路・駅前広場など一般交通に供する場所以外の場所に施設を持つもの」とされている。交通の拠点であり、きっぷ売り場や広い待合室、トイレ、売店などが設置される。
バスセンターまたは駅（国鉄の自動車路線では自動車駅といった）と呼ばれることもある。前者の例は広島バスセンター（広島市）、万代シテイバスセンター（新潟市）、後者の例では十和田湖駅（青森県十和田湖町）などがある。
ただし、被災した鉄道線の代替としてJRグループの旅客鉄道会社が事業主体となって運行するバス路線では、ターミナル機能がなくても「駅」と称している。東日本大震災で被災した鉄道の代替として東日本旅客鉄道（JR東日本）が開設した気仙沼線・大船渡線BRT、平成29年7月九州北部豪雨で被災した鉄道の代替として九州旅客鉄道（JR九州）が事業を行う日田彦山線BRTが該当する。

### 高速道路上

#### 設置形態
高速道路の本線車道上に「バスストップ」の名でバス停留所が設けられることがあり、高速バスなどが発着する。
バスストップの設置形態には大別して2種類ある。一つは、本線車道の左側に専用車線を分岐させ、そこに減速区間・バスストップ・加速区間を設ける形態である。これは本線車道の一部だが路線バスに限って通行が許され、発着が可能である。もう一つは、パーキングエリアやサービスエリア、インターチェンジなどの本線車道から一旦離れた場所に設ける形態である。ただし後者の場合、高速バスの表定速度が落ちる。
他に、一般路線バス（域内輸送路線）と接続させることを企図した場合には、インターチェンジの料金所外にバスストップが設置される事があり、この場合は料金所を出るごとに通行料金が区々別々となるため運賃が余分にかかることになる。また、この形態の場合、料金所での渋滞に巻き込まれやすく、都市部を中心に交通量が大きい道路ではこのような形態の停留所は減少傾向にある。

#### アクセス

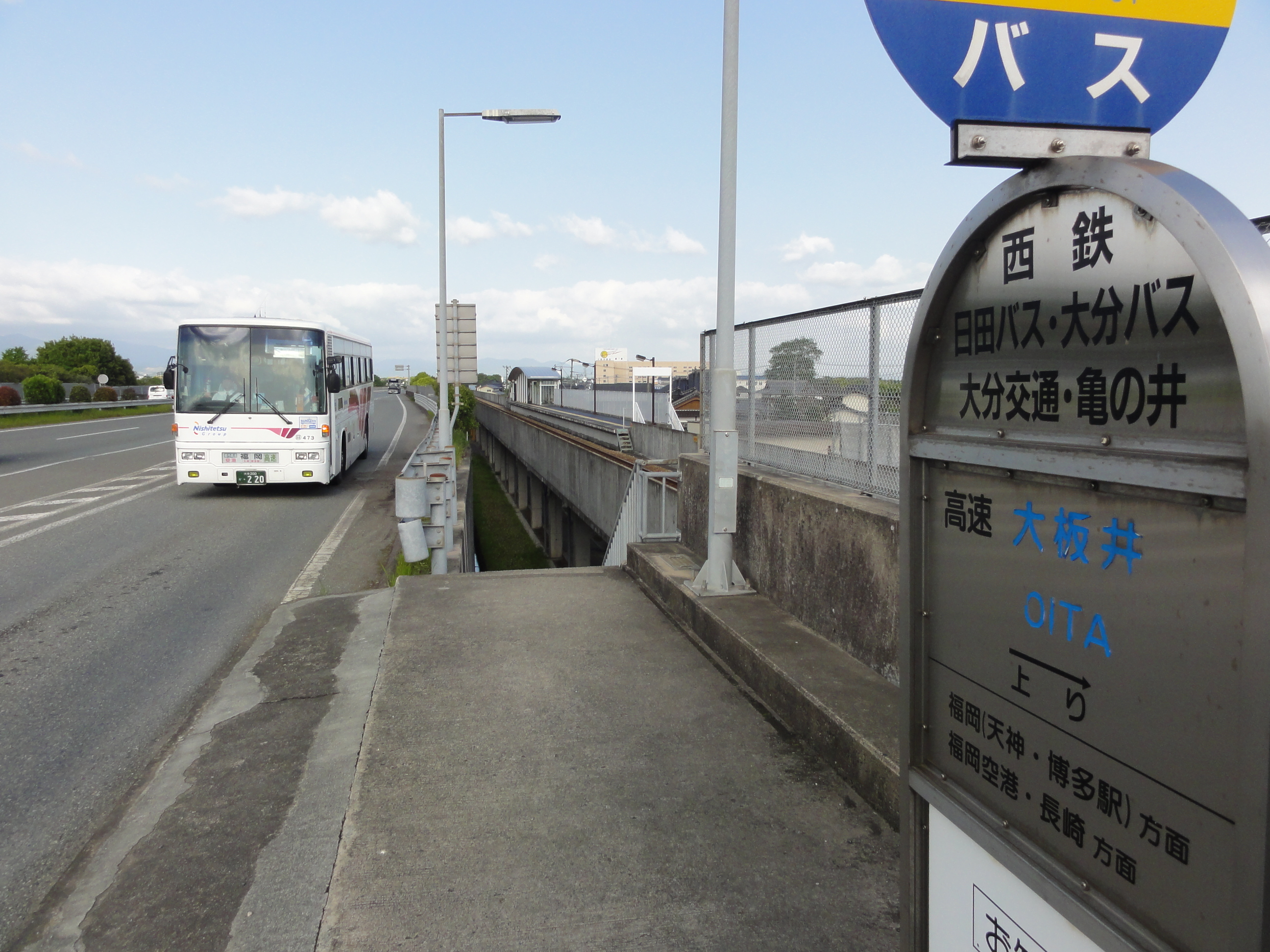
大板井バスストップと大板井駅

一般的に、高速道路は都市の中心部から少し外れた場所を通っているため、高速道路上のバス停留所も都市の外れにあるものがほとんどである。都市中心部とその停留所の間を結ぶ路線バスが運行されている場合もあるが、自家用車やタクシー以外のアクセス手段がない所も少なくない。また、高速道と一般道の交通を分離させる関係上、築堤区間が多い日本の高速道路では、高速道路上のバス停まで階段や坂道を登らなくてはいけない所もある。
大分自動車道の大板井バスストップのように、高速道路に並行する鉄道路線（甘木鉄道甘木線）に大板井駅を設置してアクセス向上を図った例もある。

## バス停留所の構造
バス停留所の構造には、以下のような形式がある。

### バスベイ型

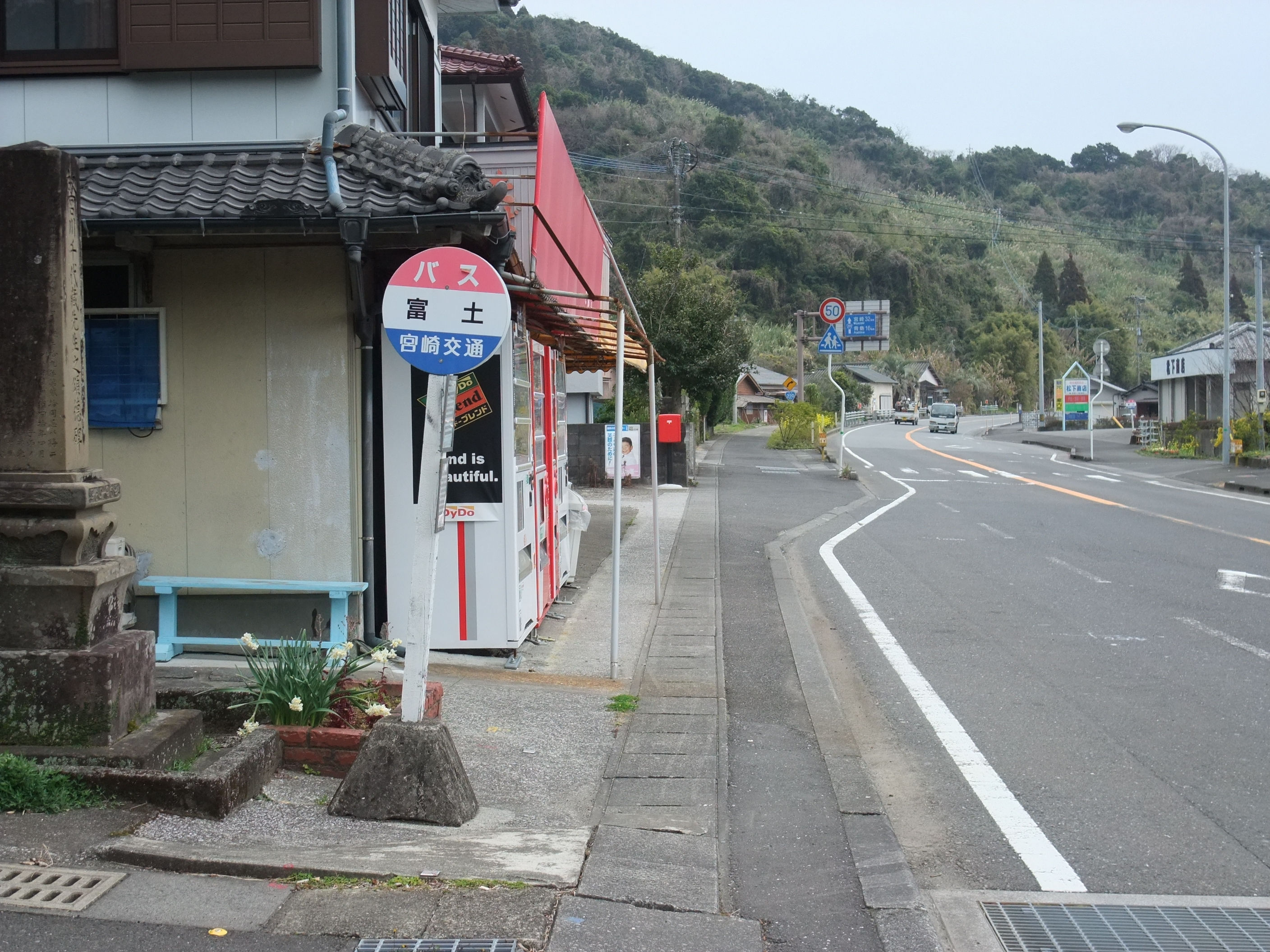
歩道を切り欠いて設置されたバスベイ型のバス停留所

バスベイ（バスカット、バスターンアウト、バスプルアウト、バスレイバイともいう）は、バスやトラムが交通の流れから外れて停車できる乗降場のことを指す。多くの場合、歩道または歩行者専用区域に切り欠いて設置される。
利点
- バスが停留所に停車している間、他の交通の妨げにならず、後続車が停車中のバスを追い越しすることが容易。

欠点
- 切り込みの形状や周辺の路上駐車、停留所内の違法駐車の状況によっては、バスが停留所から離れずにぴったり停車（正着）することが難しい。
- 交通渋滞時の発車が難しく、遅延の原因となりやすい。縦列停車したバスがある場合、後続のバスは前のバスの影響を受けやすい。
- 歩道を切り欠くため、対策をしない限りは歩道の幅員が狭くなる。
- 停車時のバスの車体の向きによっては運転手が後方確認を行うことが困難になる。
- 安全に停車できる区域であるため、バス以外の一般車両等による違法駐停車が多く、バスの運行に支障をきたす。

### テラス型

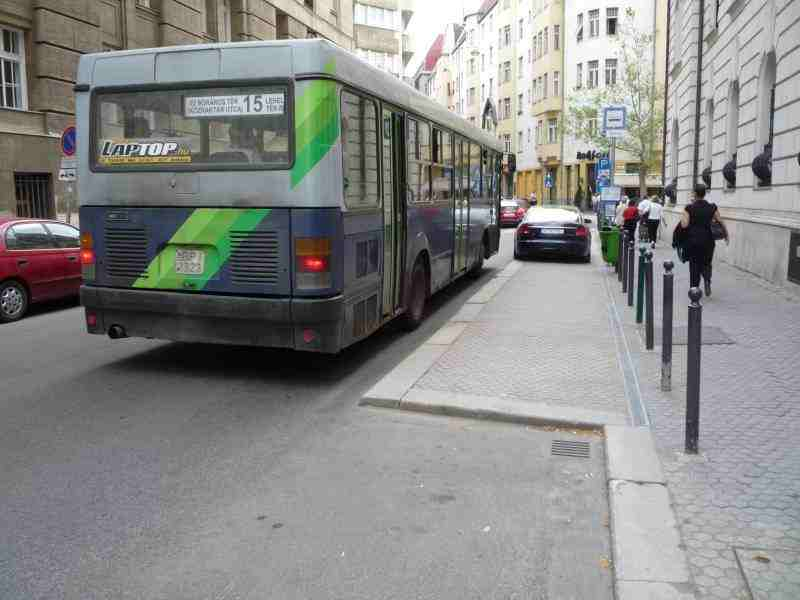
ハンガリーの首都ブダペストにあるテラス型のバス停留所

テラス（バスバルブ、ボーダーともいう）は、停留所を歩道から車道側（路肩、停車帯、または車道）に張り出し、バス利用者と歩行者の衝突などを回避しながら、待合所などを含む利用者のアメニティの為のスペースが提供できる乗降場のことを指す。
利点
- テラス部の幅が十分にあれば、周囲の路上駐車の状況に関わらずに停留所に正着できる。
- 歩道の有効幅員を狭めることがなく待機所を設けられるため、歩道の混雑を低減できる。
- バスが出発しやすく、遅延拡大を防ぎやすい。

欠点
- 道路が狭まるため、広い路肩や停車帯を持たない道路では適用が困難。
- 外側車線を走行する自転車がバス停前後で車道中央に寄るため危険。
- 後続車の追い越しが困難である。

### ストレート型

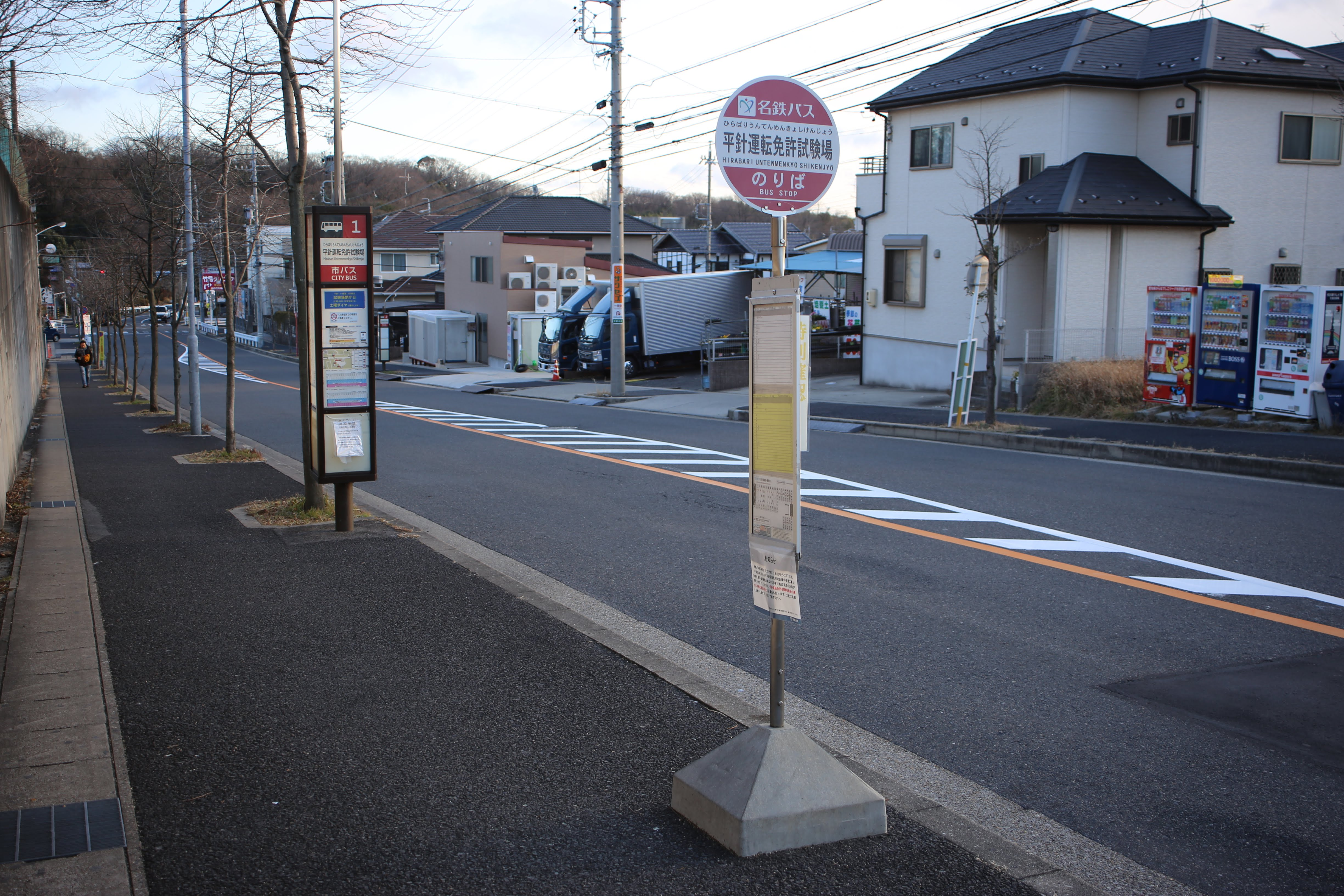
愛知県名古屋市にあるストレート型のバス停留所

道路の全幅員に余裕がなく、歩道を切り欠いて停車帯を設けることができない場合等に用いられる型式の乗降場のことを指す。
利点
- 既存の道路構造を比較的大きく変更せずに設置できる。

欠点
- 停留所に必要な施設を設置することで歩道の幅員が狭まる。
- 駐車車両があると停留所に正着することが難しくなる。
- 後続車の追い越しが困難である。

### 島式型

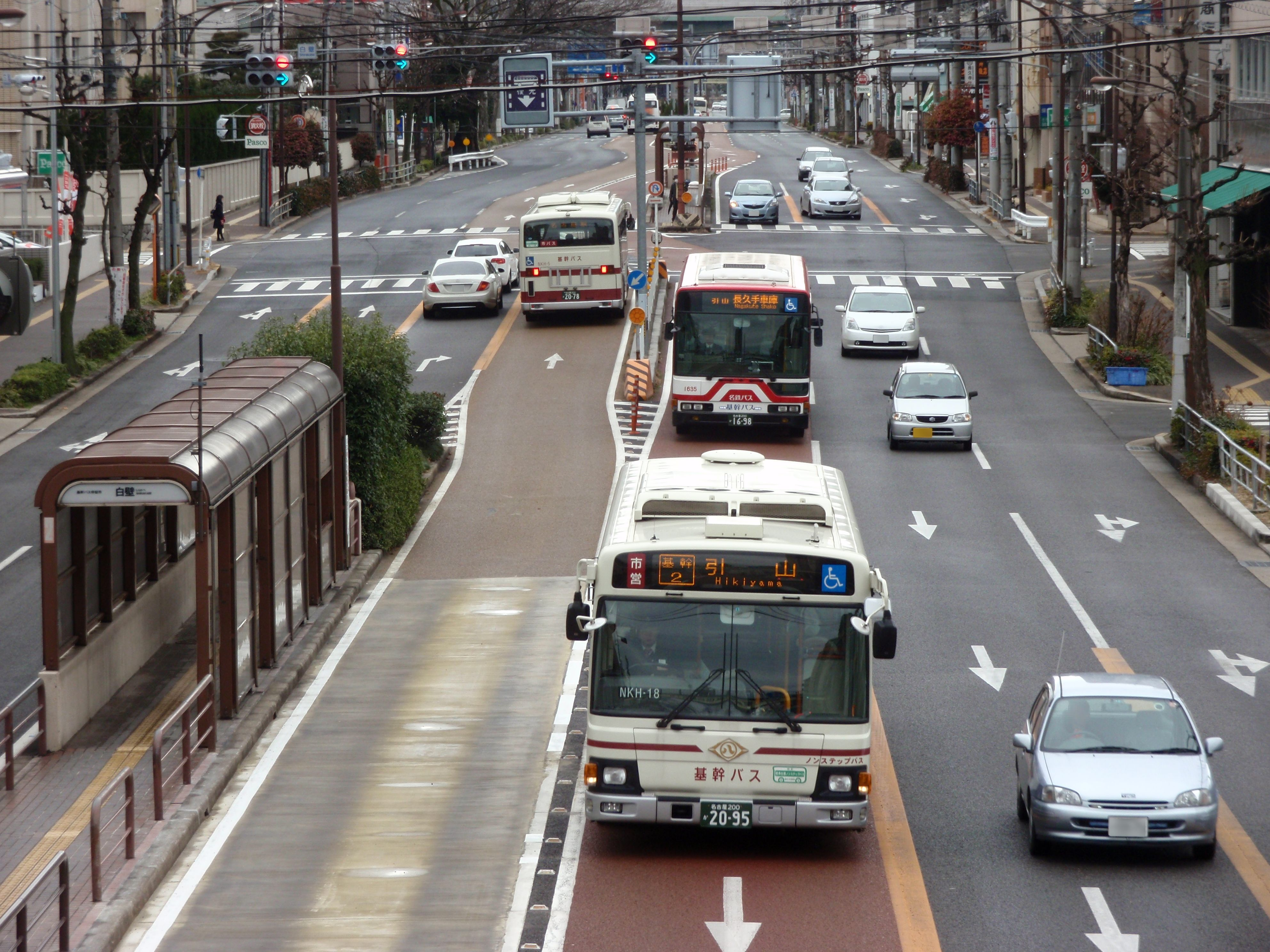
愛知県名古屋市にある基幹バスの島式のバス停留所

バスを中央走行方式で運行している場合に、乗降場を道路の中央に島式の形状で設けたものを指す。道路中央にバス専用レーンを持つ基幹バスやバス・ラピッド・トランジット（BRT）では、バス停留所も路面電車の安全地帯のように道路中央寄りに設けられている。
利点
- 駐停車車両の影響を受けにくく正着しやすい。

欠点
- バス利用者は必ず道路を横断しなければならない。

## バス停留所標識

### 設置方法
置石式
置石を用いて標識を固定して設置するタイプ。設置や撤去が比較的容易だが、台風の多い日本においては、台風前に倒れて事故などが起きないようにあらかじめ標識を倒し、なぜ倒したのか張り紙が設置される。
埋込式
路面に穴をあけ、そこに標識を直接設置するタイプ。置石式のように台風や強風の際に標識が倒れるといった事故のリスクは軽減されるが、地面を掘削するため設置や撤去に時間を要するほか、設置する際は地下埋設物に注意する必要がある。
壁掛け式
フェンスや電柱などに壁掛けして設置する簡易タイプ。置石式や埋込式といった自立型標識が設置できないような場所や運行本数が少ない場所等に設置される。
路面シート式
歩道などの路面にシートを直接貼り付けて使う簡易タイプ。
上屋一体型
標識と上屋（バスシェルター）が一体となったタイプ。主に都市部で運行本数の多い停留所に設置される。中には広告付きのタイプもあり、日本において2003年の規制緩和でバス停留所への広告物掲示が可能となったことでエムシードゥコーが日本初の広告付きバスシェルターを設置した。

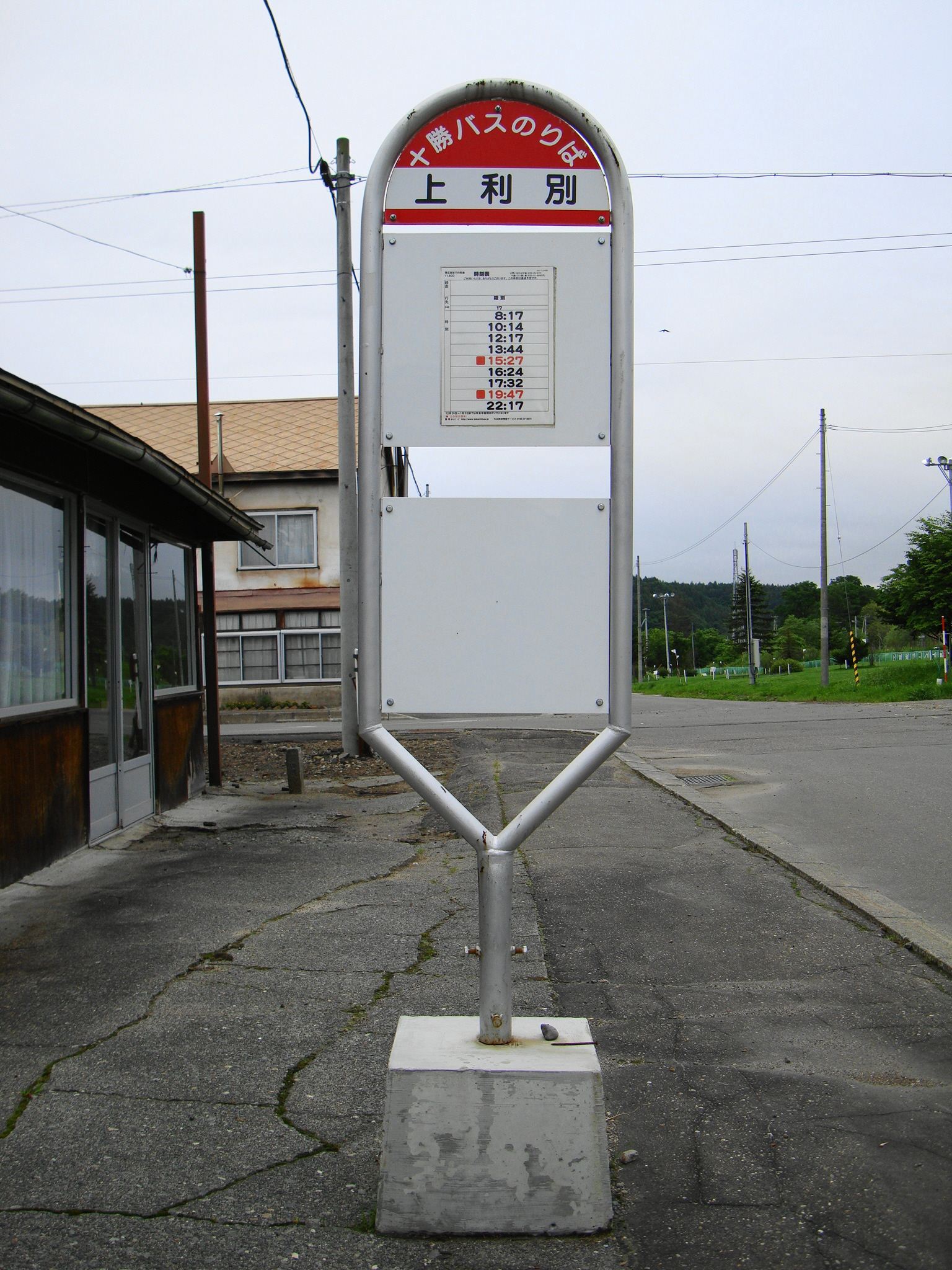
置石式バス停標識（十勝バス）
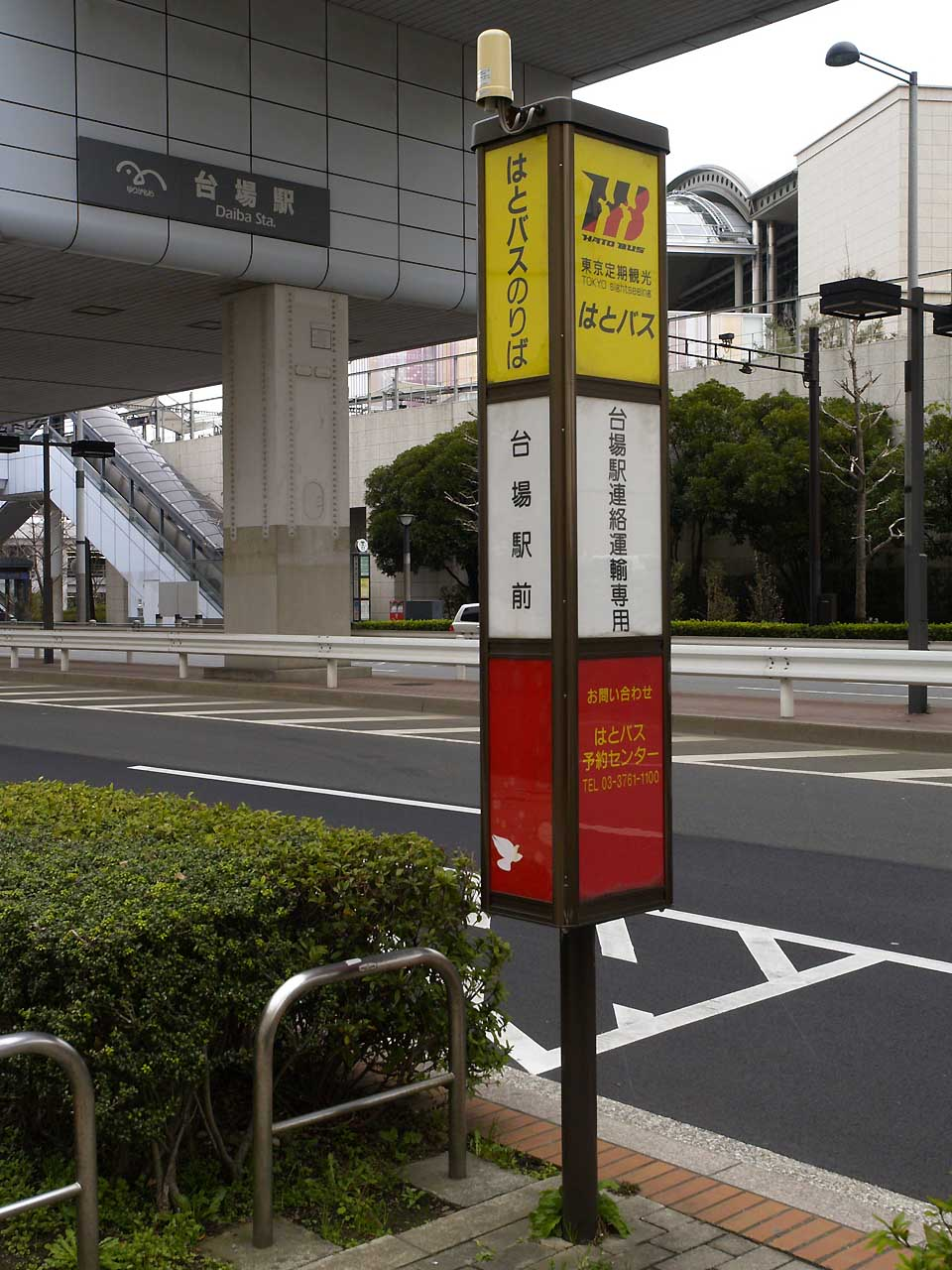
埋込式バス停標識（はとバス）
壁掛け式バス停標識（入間市コミュニティバス）
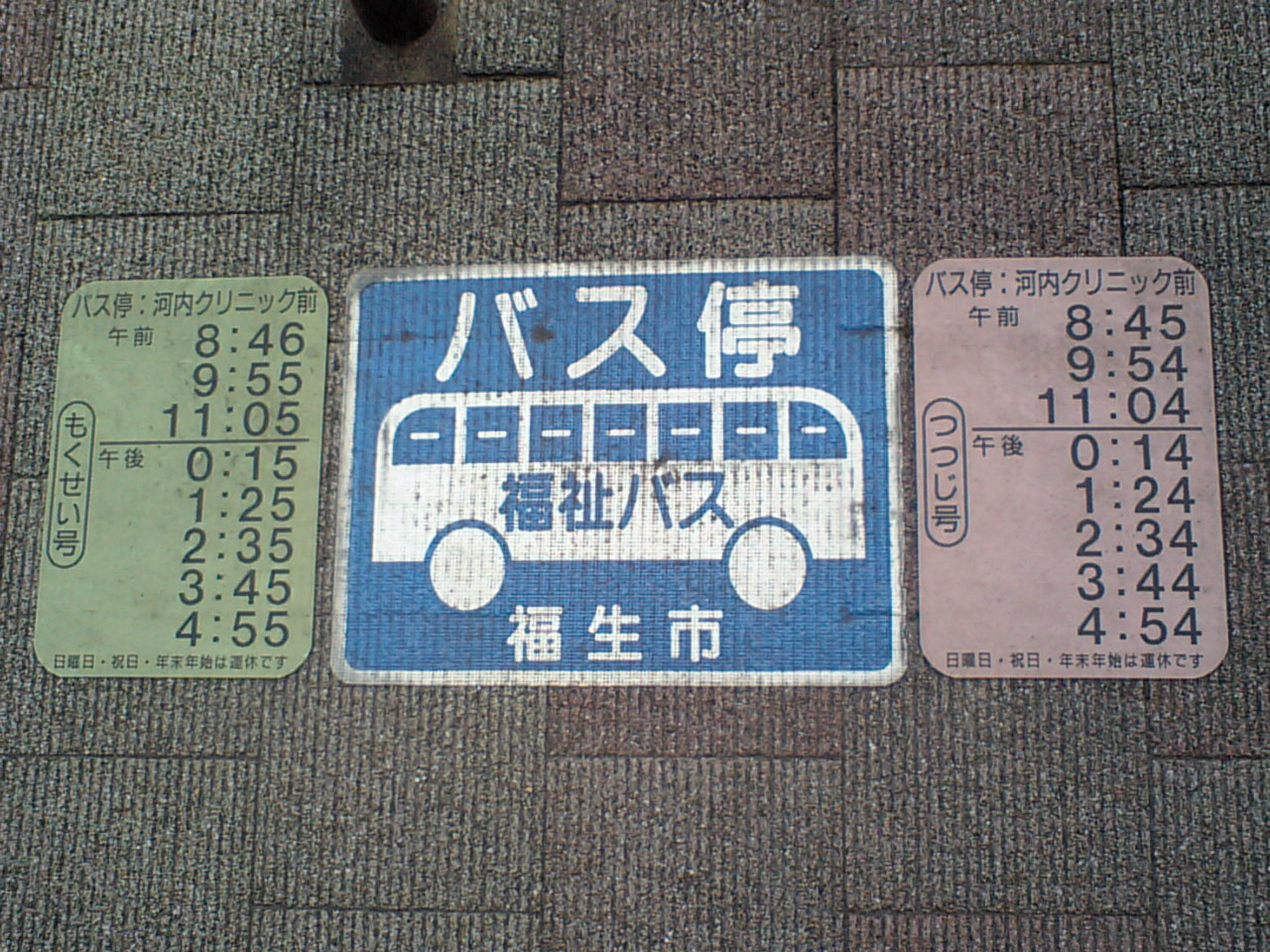
路面シート式バス停標識（福生市福祉バス）
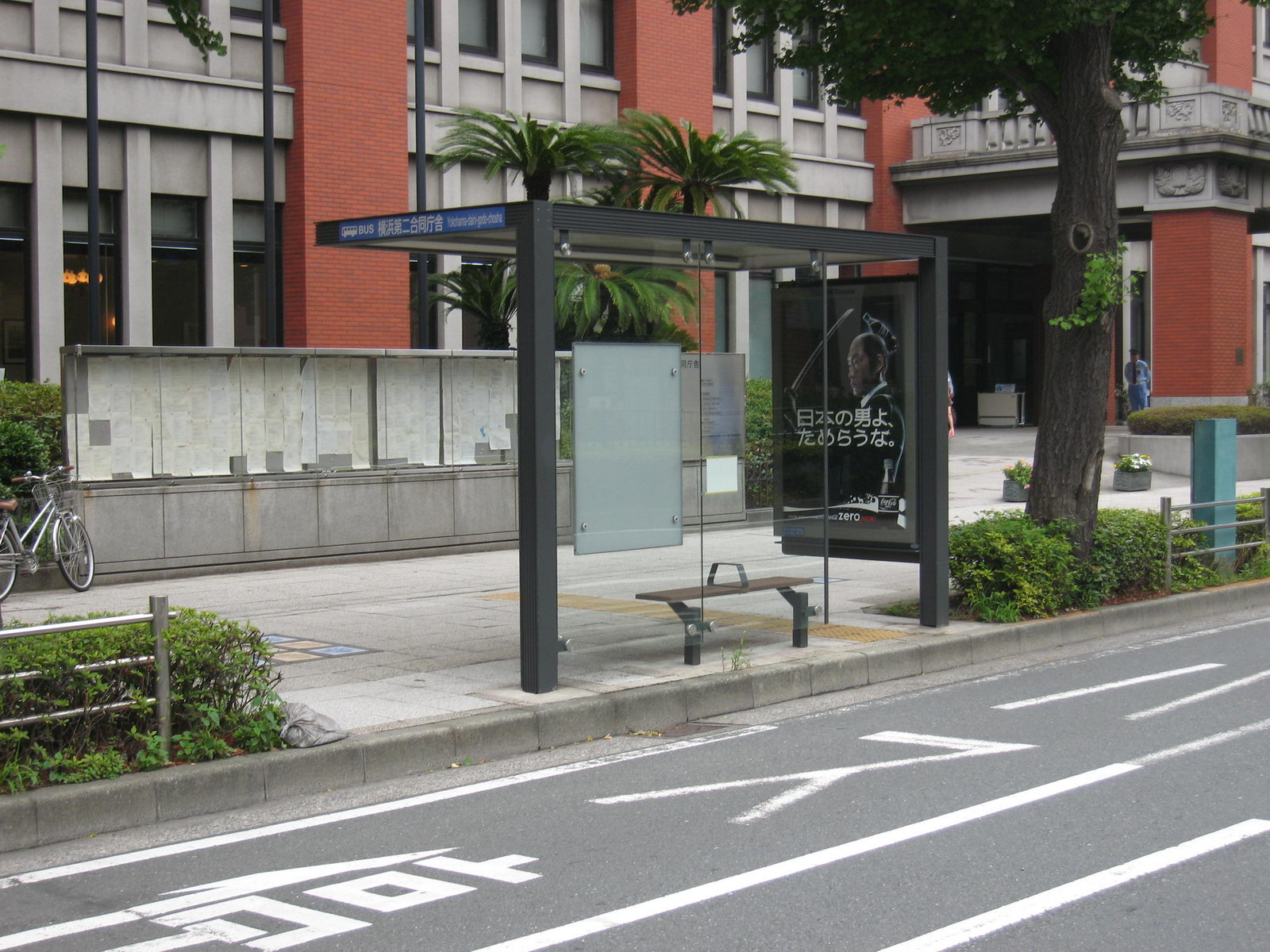
上屋一体型バス停（横浜市営バス）

### 日本の主な製造メーカー
- アルナ輸送機用品
- オージ
- ゴールドキング
- 交建
- 東和製作所
- HIRAMOTO看板
- 神奈中商事
- 西鉄エム・テック
- 三栄産業

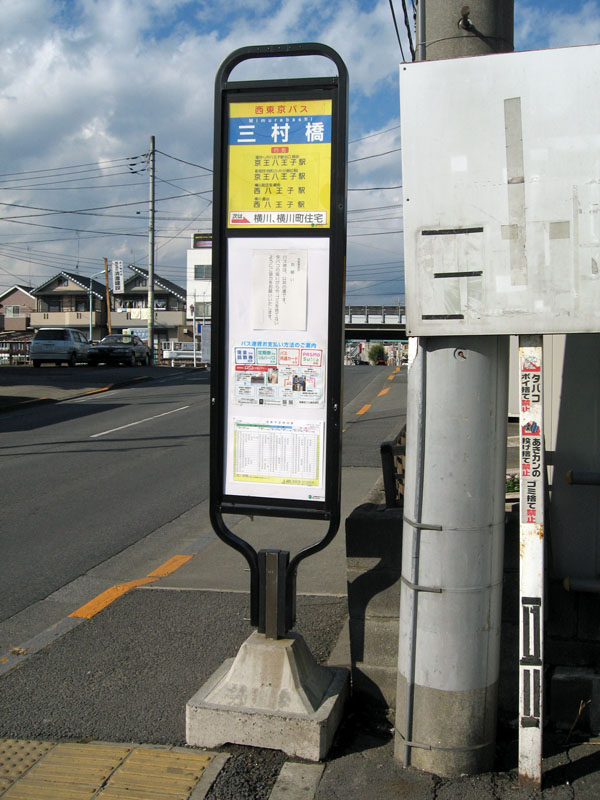
東和製作所製バス停標識（西東京バス）
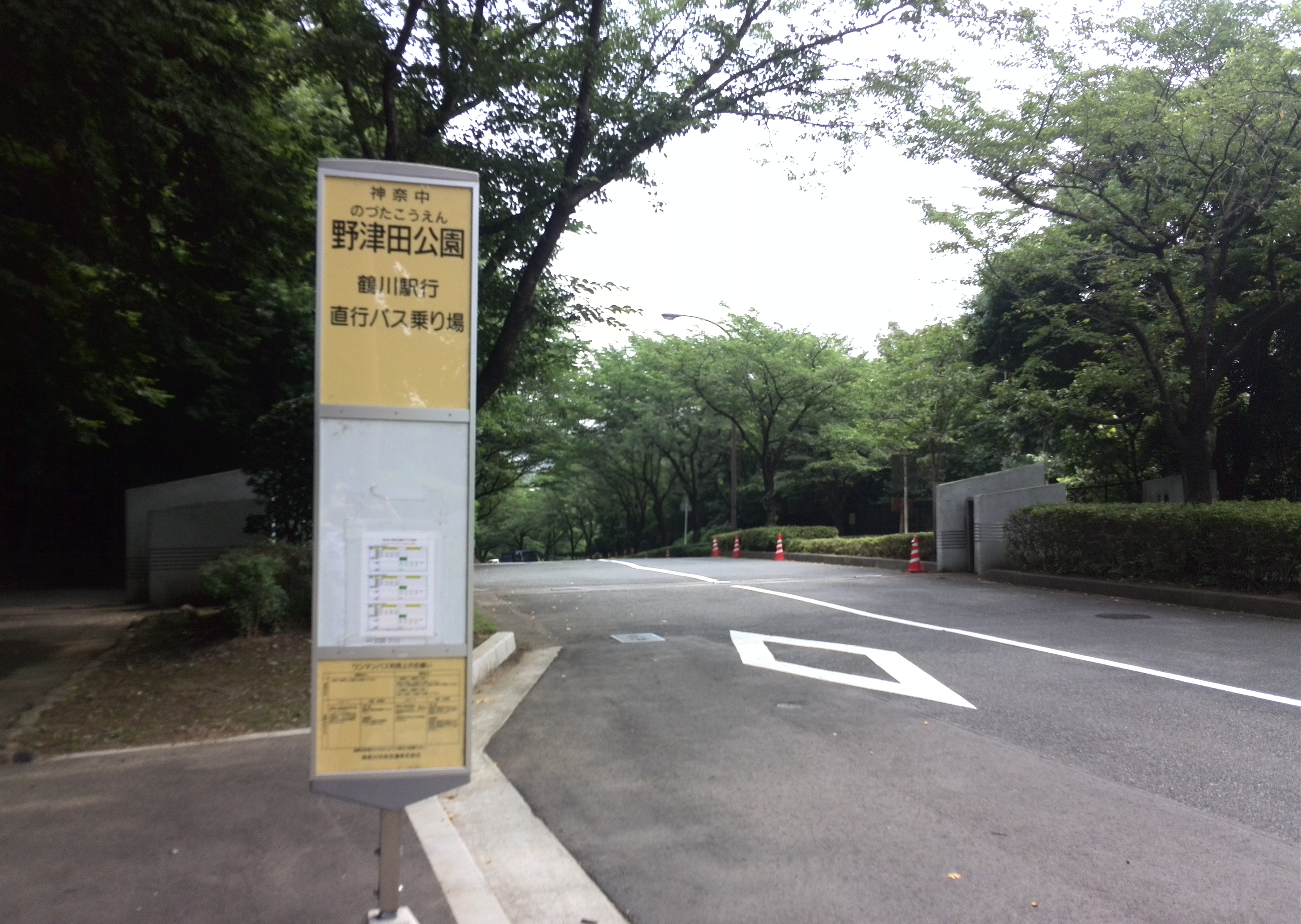
神奈中商事製バス停標識（神奈川中央交通）

## 世界のバス停留所

### 日本

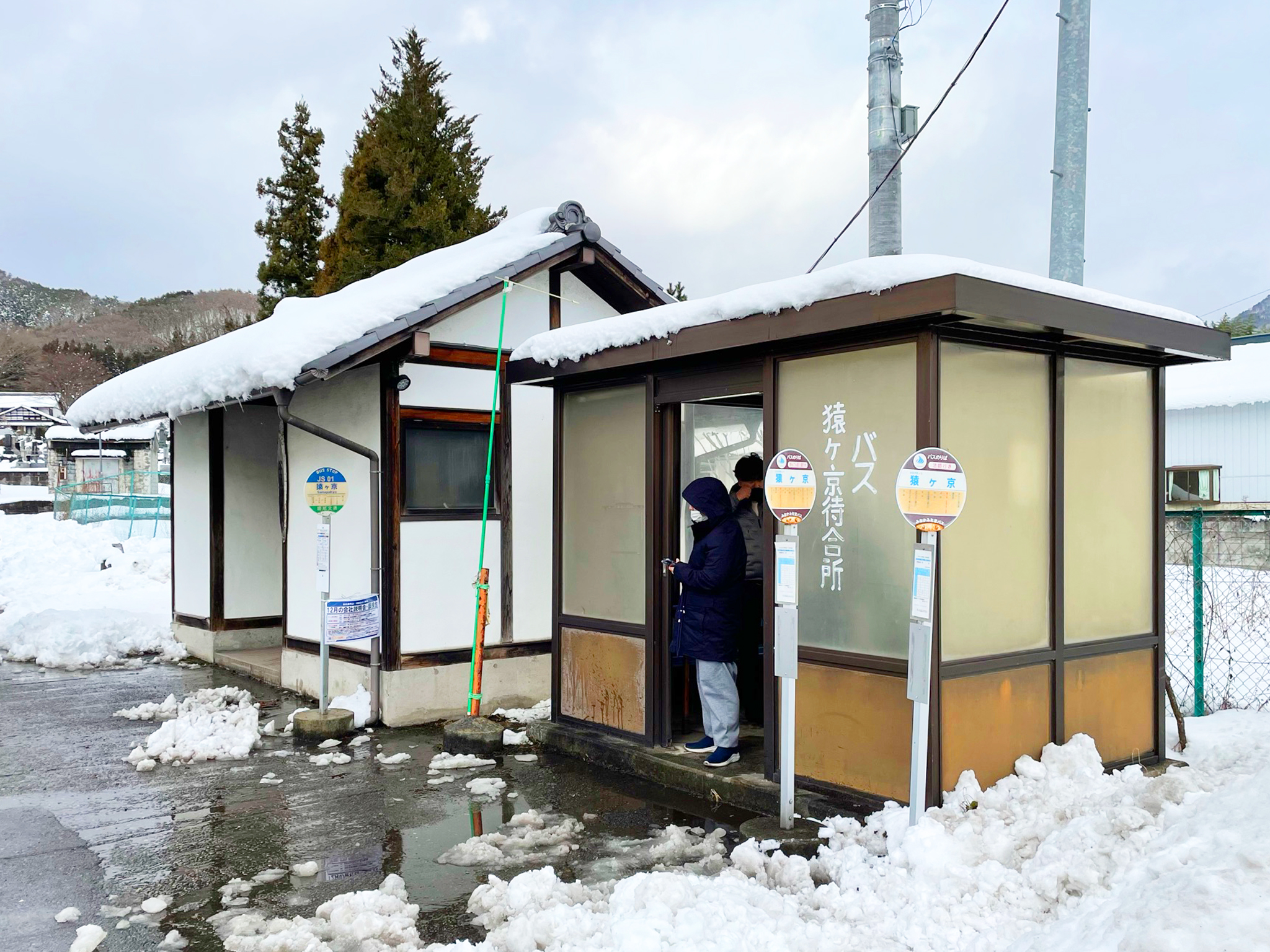
待合所と公衆トイレがあるバス停（群馬県猿ヶ京）

日本のバス停留所のほとんどが、停留所に標識を備え、停留所の名称、時刻表（当該停留所の通過予定時刻）の掲出がさなれている。路線図が掲出される停留所もある。標識柱に貼付する場合が多いが、吊下式の看板や塀・電柱・壁など掲出方式は色々ある。夜間にも時刻表等が視認できるようになんらかの照明を備えている標識柱もあり、パネル部が白色の合成樹脂製で電灯が内蔵された「行灯式ポール」と呼ばれる標識もある。
付帯施設としてベンチ・屋根・待合所、バス接近表示器等が設置されることも多く、広告を掲げる目的でバス事業者以外の業者が設置していることもあり、中には無許可・無管理の施設もある。

#### スマートバス停と運行障害、ダイヤ改正
多くのバス停留所がバス営業所との特段の連絡設備（無線・有線通信や電光掲示板など）などを欠くため、悪天候（たとえば強風・大雪）や災害などを原因としてバスが大幅遅延や臨時運休になったとしても、基本的には何ら臨時の掲示・案内もされない。係員が掲示などの対応を行なう事やバス停前の商店が案内を受託している例も見られる。逆に、IoT対応の情報受信機能とディスプレイを備え、バス運行状況の提供や広告、ダイヤ改正時の時刻表を遠隔操作で随時に更新できる「スマートバス停」が日本では西日本鉄道（西鉄）グループ企業などにより開発・導入されつつある。スマートバス停化はダイヤ改正時の時刻表貼替の手間を省くメリットもあり、商用電源が使えない人里離れたバス停では太陽光発電を利用することもある。

#### 法令や道路行政での位置づけ
旅客自動車運送事業運輸規則（昭和31年運輸省令第44号）第5条第2項により、事業者及び停留所の名称、運行系統、発車時刻、乗降場所または停留所が近接している場合にその案内・業務が限定されている場合にその範囲などを掲示することが定められている。また、同規則第6条により、ダイヤや系統などの変更がある場合は、緊急時などを除いて、少なくとも7日前に告知しなければならないことになっている。道路交通法においては、第31条の2により、停留所から発車しようとしている乗り合いバスの発車を追い越し等で妨害することが禁止されており、違反したものは乗合自動車発進妨害という違反行為となる。また、道路交通法第44条により、停留所の標識板（標示柱）から半径10メートル以内の部分は、運行時間中は反対車線を含め一般車両の駐停車を禁じられている。

#### 「危険なバス停」問題
バス停が横断歩道や交差点に近いと、バス車体が死角となり、バス降車客ら歩行者に自動車が衝突する交通事故を誘発する危険性が高い。国土交通省が神奈川県横浜市での小学5年生女児死亡事故（2018年8月）を受けて対策に着手した。国交省が2019年9月から全国のバス停約40万カ所を調査し、危険度をA～Cの3ランクで分類したところ、バス停での乗降時にバスの車体が横断歩道の上にある危険度Aだけで約2000カ所あった。バス停の移設が対策となるが、周辺での適地探し、地権者や自治体、警察などの合意形成が課題となる。移設が難しいため、警備員の配置や過密ダイヤグラムの緩和、バス車体への注意喚起ステッカー貼付で対応している地域やバス事業者もある。
2020年10月30日、国交省は全国の横断歩道や交差点そばにある危険なバス停についての実態調査リストを初公表した。茨城県、長野県など6県分のバス停名や所在地をまとめたもので、危険なバス停は6県だけで計780か所に上っており、全国では数千か所を超えるとみられる。国交省は年内にも残りの都道府県分を公表し、順次、安全対策を実施すると伝えられた。2021年3月にまとめられた国交省全国調査では、合計1万195カ所あることが判明。危険度Aは1615カ所、Bが5660カ所、Cが2920カ所で、国交省は運輸支局とバス事業者などによる合同検討会で順次対策していくとしている。

#### 設置箇所
一般道路など
日本では2003年に広告パネル付きのバスシェルターについてその設置・管理にPFI手法が認められ、以後各都市で設置されている。また、近年ではバスロケーションシステムを内蔵したものやLED式のもの、鉄道駅のように音声アナウンスが流れるものなども増えてきている。また、前後の歩道と比べて路面を高くし、バスのステップに合わせているものもある。

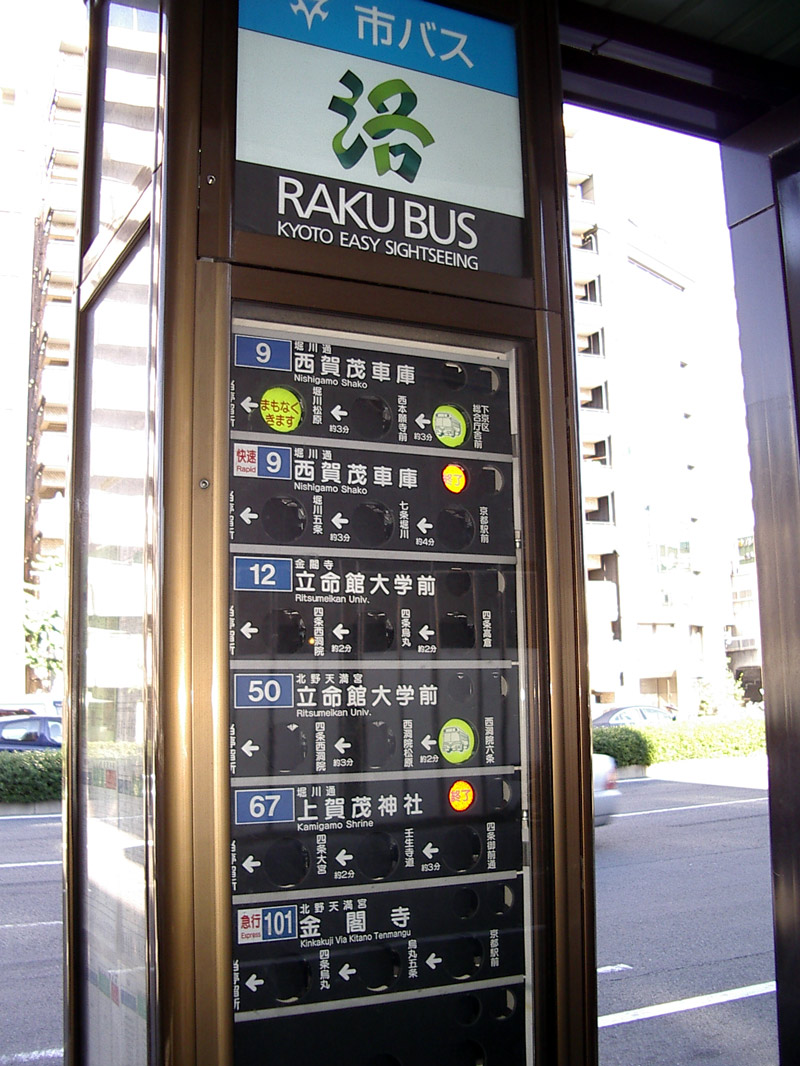
京都市営バスがバス停で提供するバスロケーションシステム
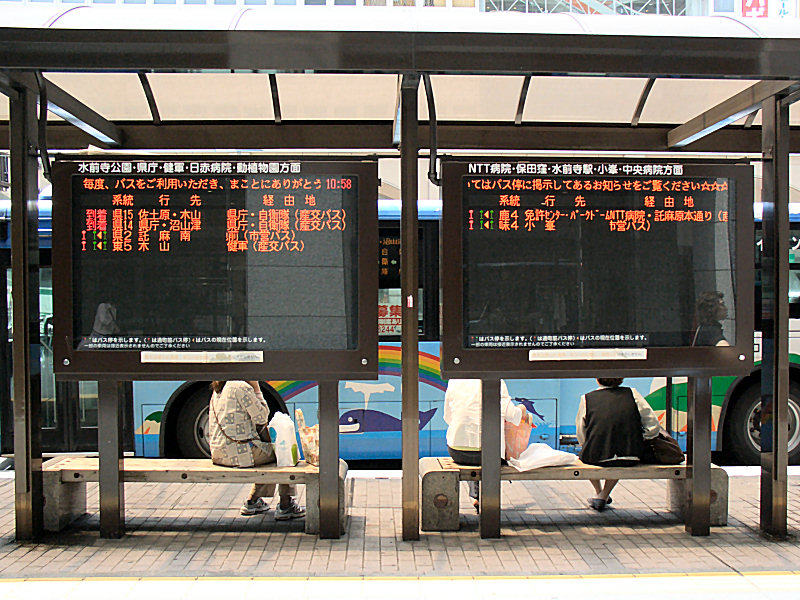
熊本都市圏における接近表示の例
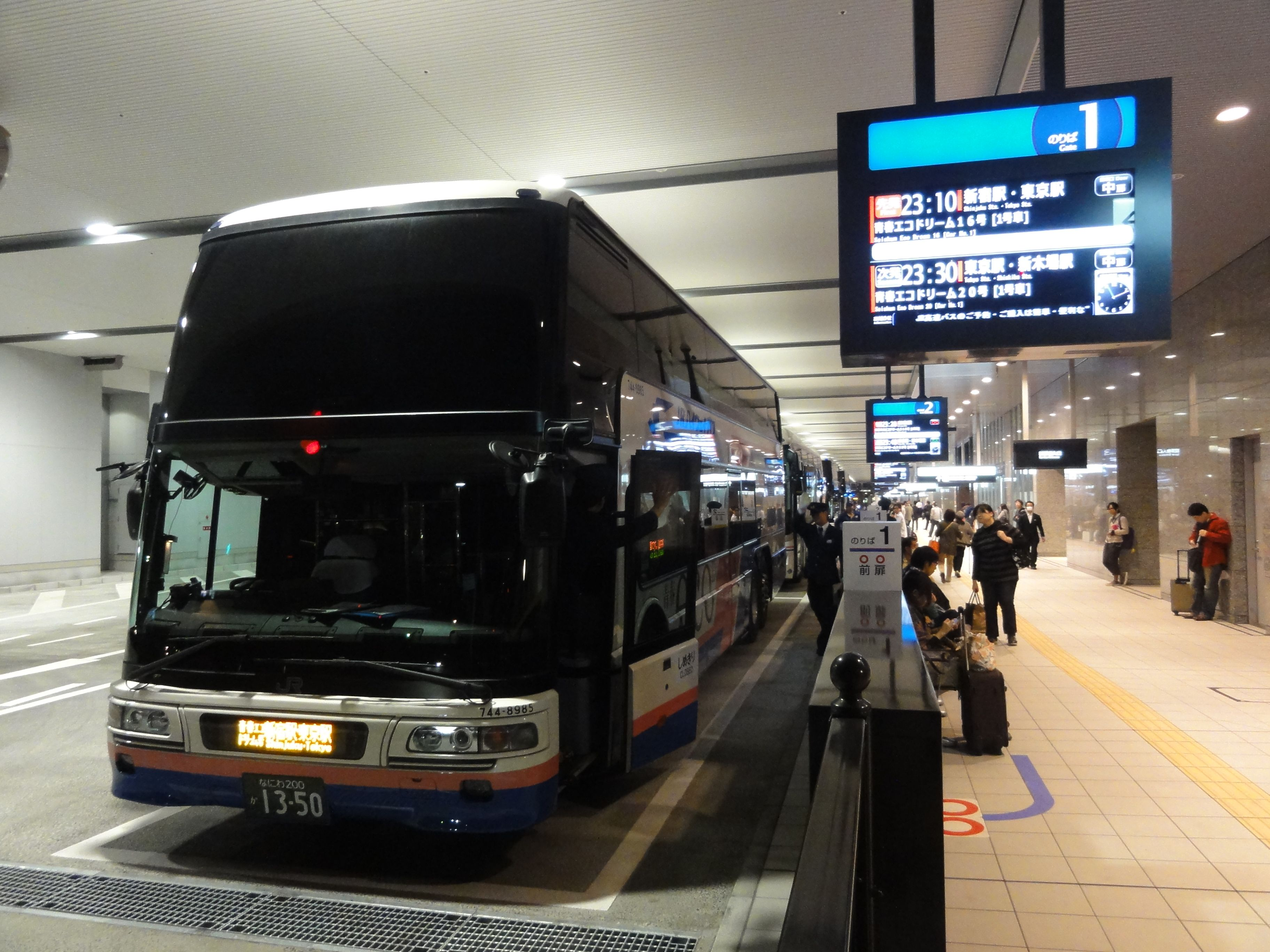
バスターミナルでの標識例（大阪駅JR高速バスターミナル）

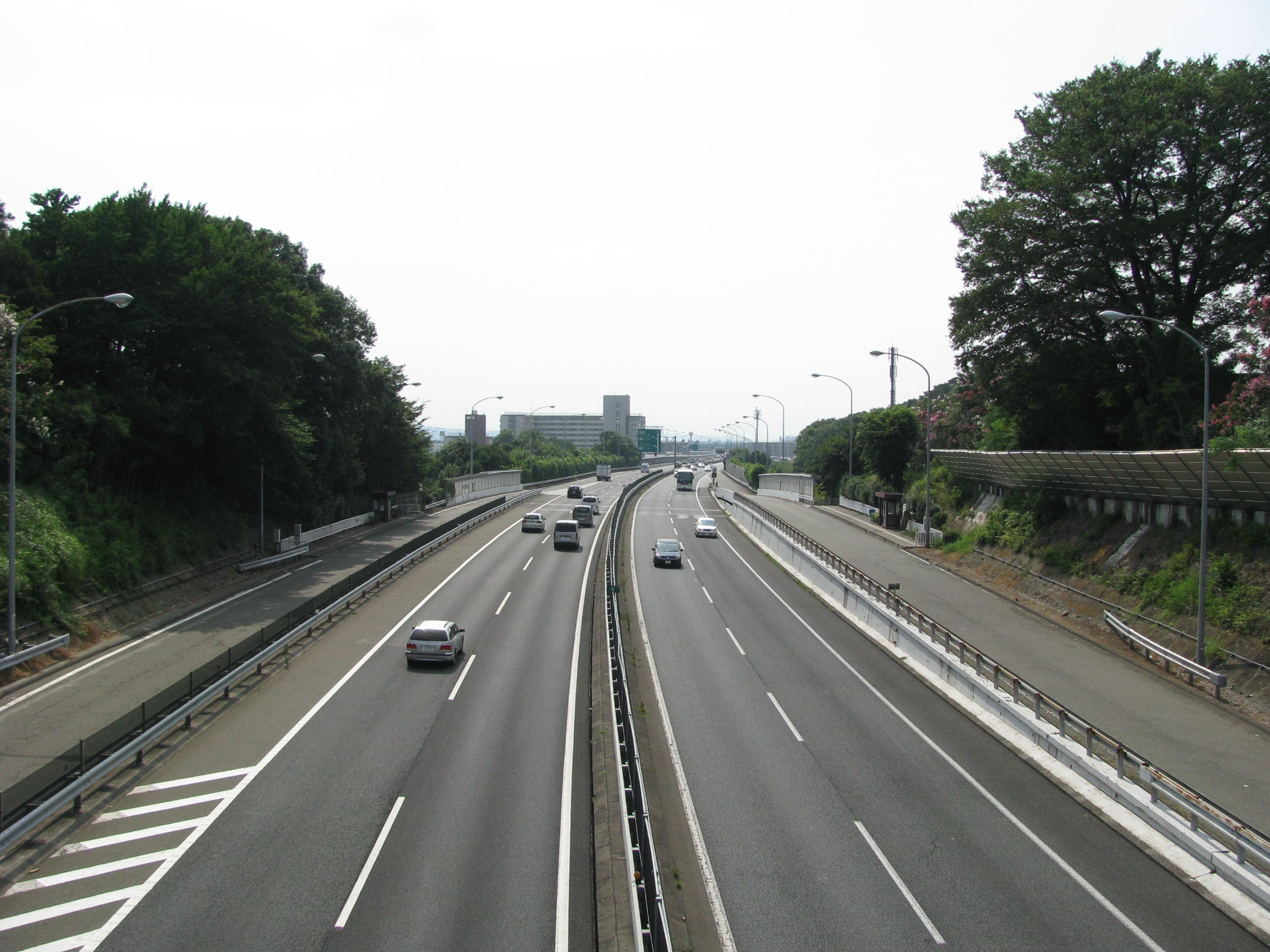
高速道路上にあるバス停の例（東京都調布市の深大寺バスストップ）。上下各2線の本線の他に、外側に1線ずつバス専用の道路とバス停が置かれている。

高速道路
高速道路管理会社で用いられている高速バスの停留所の正式名称はバスストップである（減速車線・加速車線の部分までを含める）。そのため、道路管理上の正式名称である「バスストップ」という呼称を、そのまま利用者への案内（停留所の名前）に使用している所もある。
高速バス運行会社の利用者の案内の際には、一般に前述の「○○バスストップ」のほか「□□道○○」、「高速○○」（□□は走行する高速道路の略称(東名高速道路、名神高速道路、新名神高速道路はそれぞれ東名、名神、新名神)、○○はバス停の名称）など様々な表記がある。

### 中国
中華人民共和国（中国）のバス停には時刻表の掲示がないことが多い。バス停の位置などの情報は携帯電話やパソコンで検索できる。
また、 書店などでは公共交通機関（バスや地下鉄、空港リムジンバス）の情報を網羅した本が販売されており、大学、病院、公園や観光地など主な路線を通過するバス停の一覧が掲載されている。

### シンガポール
シンガポールではバスの運行形態は乗合バス（Basic Bus Services）、乗合プラスバス（Basic-Plus Bus Services）、補足的バス（Supplementary Bus Services）、プレミアムバス（Premium Bus Services）、特別バス（Special Bus Services）、シャトルバス（Shuttle Bus Services）の6種類に分けられている。
乗合バス（Basic Bus Services）の場合は、定時制やユニバーサル・サービス（USO）のため約400mごとにバス停が設置される。10路線以上の営業運転を行う事業者は、公共交通会議法（Public Transport Council ACT）に基づくサービス基準（QoS；Quality of Service Standards）を満たして、公共交通会議からバスサービス事業者免許（BSOL）を取得する必要がある。サービス基準のうちサービス品質基準（Service Provision Standards：SPS）によると、半径400m以内に最低一つのバス停を設置することと、20分以上の待ち時間の場合のバス停での予定時刻の情報提供が定められている。
シャトルバス（Shuttle Bus Services）の場合は、始点と終点の間に3カ所に限りバス停を置くことが許可されている。

### オランダ

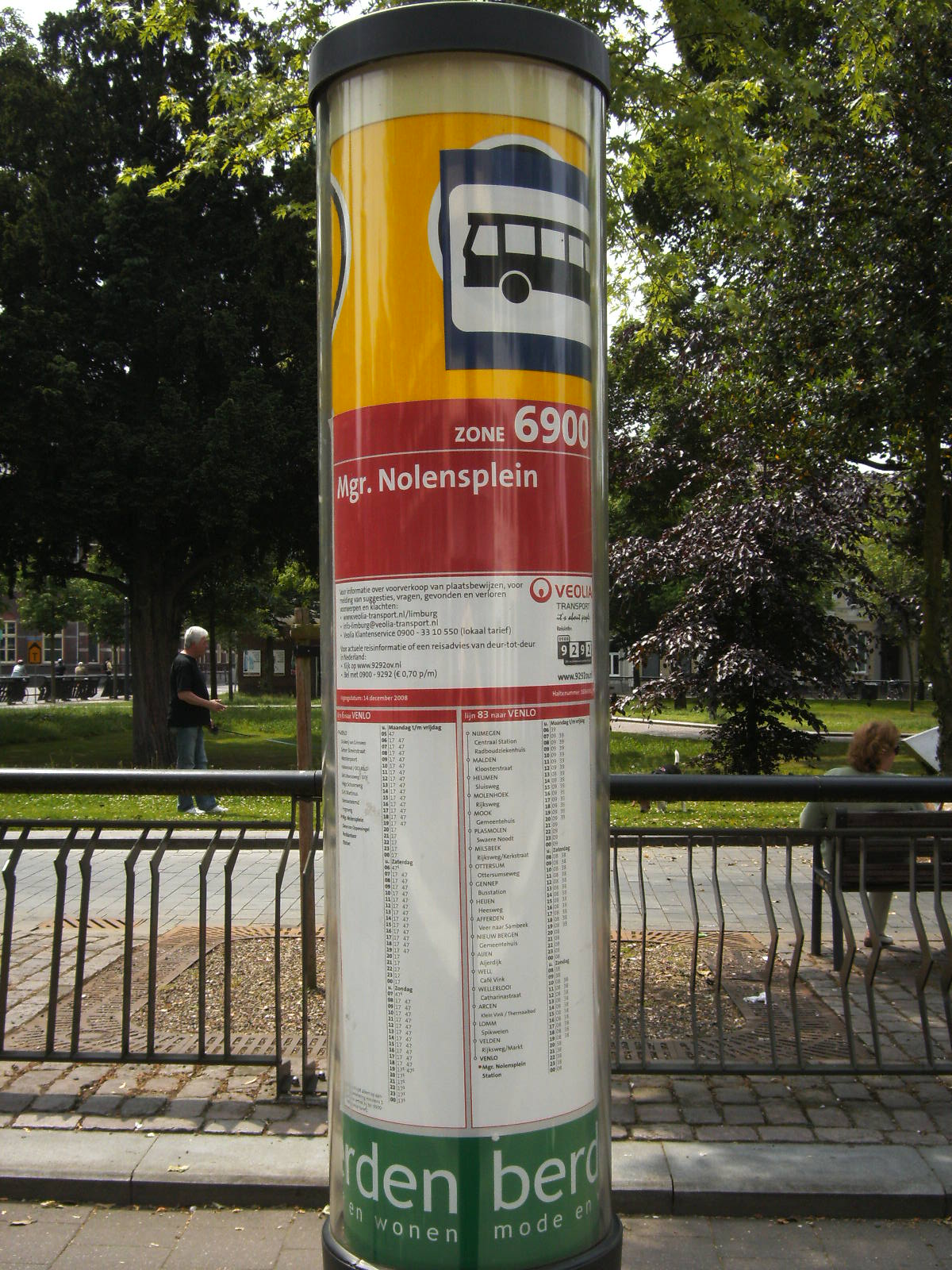
現代的な円柱状をしたオランダのバス停標識 (フェンロー)

### 中東、中央アジア

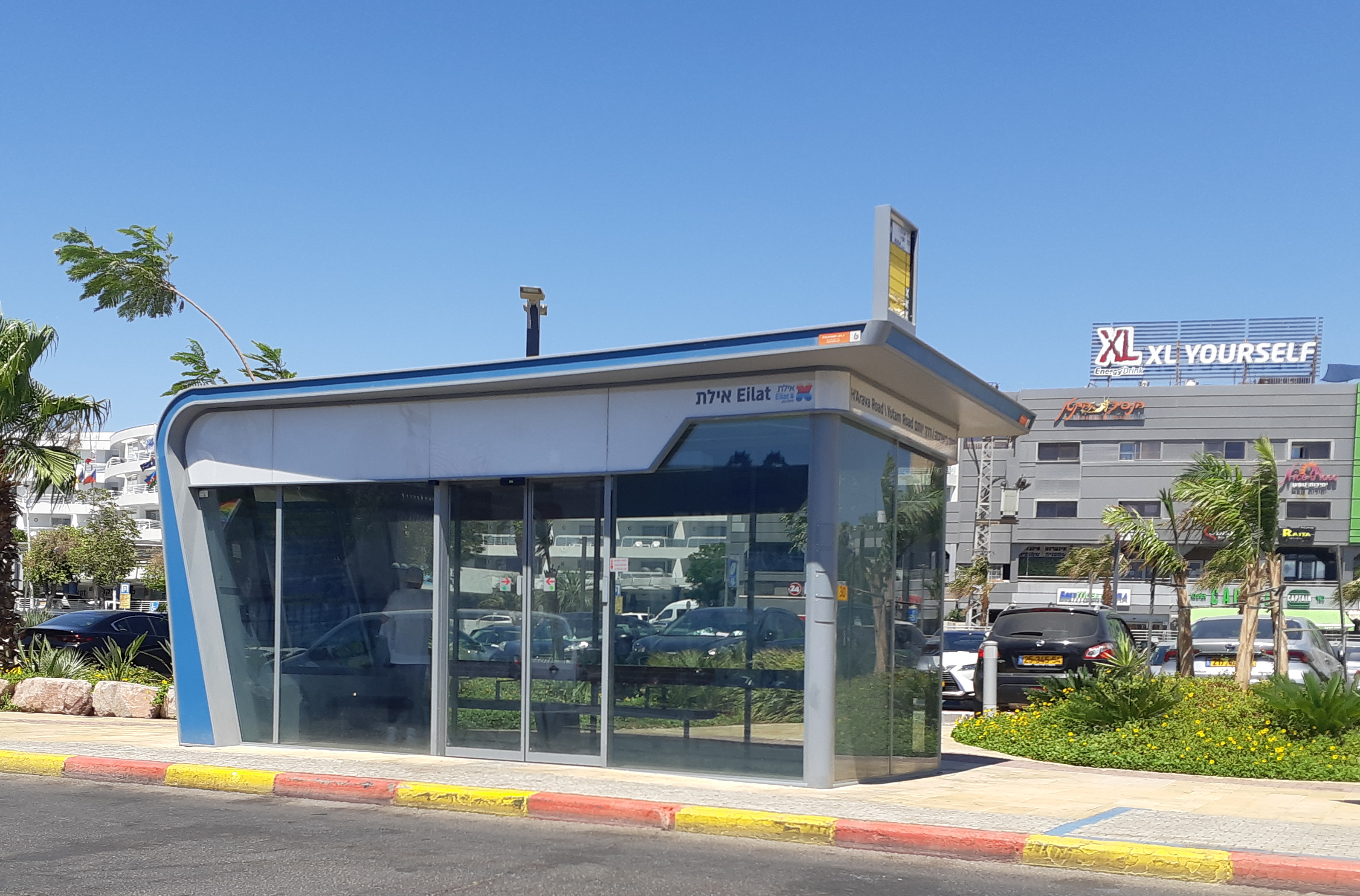
イスラエルのエイラートにある空調付きバス停
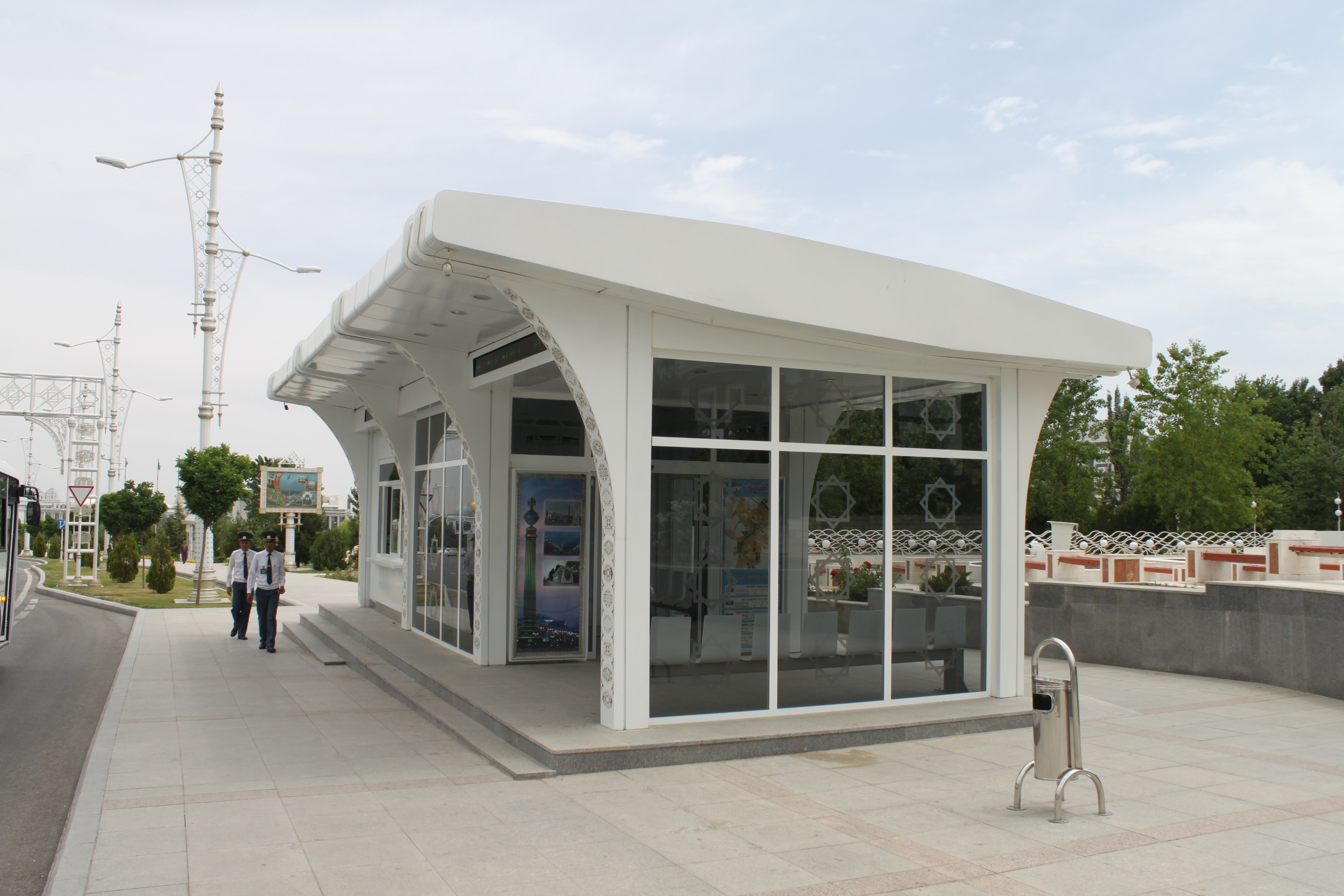
トルクメニスタンのアシガバートにあるテレビと空調があるバス停

## 偽のバス停留所
ドイツや日本などでは養護施設などの認知症者が集まる場所の近くに偽のバス停留所を設置して、既に存在しない自宅や家族のもとに行こうとして行方不明にならないようにしている。